# Un disco per l'estate 1979
L'edizione 1979 di Saint Vincent estate, la passerella di canzoni senza gara che sostituisce per alcuni anni Un disco per l'estate, va in onda in televisione sulla Rete Uno il 23 giugno, presentata dai Gatti di Vicolo Miracoli, con la regia di Antonio Moretti e la direzione artistica di Gianni Ravera.

## Partecipanti
- Fred Bongusto - Lunedì
- Brenda Mitchell - Bad Party
- Anna Oxa - Il pagliaccio azzurro
- Amedeo Minghi - Di più
- Umberto Tozzi - Non va che volo
- Pupo - Forse
- Claudio Baglioni - Un po' di più
- Adriano Pappalardo - Ricominciamo
- Sandro Giacobbe - Blu
- Umberto Balsamo - Balla
- Equipage - il cielo in fondo a destra
- Luciano Rossi - Pensandoci bene
- Raffaella Carrà - E salutala per me
- Idea 2 - She's a Witch
- Patrick Hernandez & Hervé Tholance - Back to Boogie
- Amanda Lear - Fashion Pack
- Patty Pravo - Autostop
- Rino Gaetano - Ahi, Maria
- Roberto Benigni - Playboy
- Gloria Gaynor - I Will Survive
- Miguel Bosé - Vote Johnny 23